# Maartje Duin

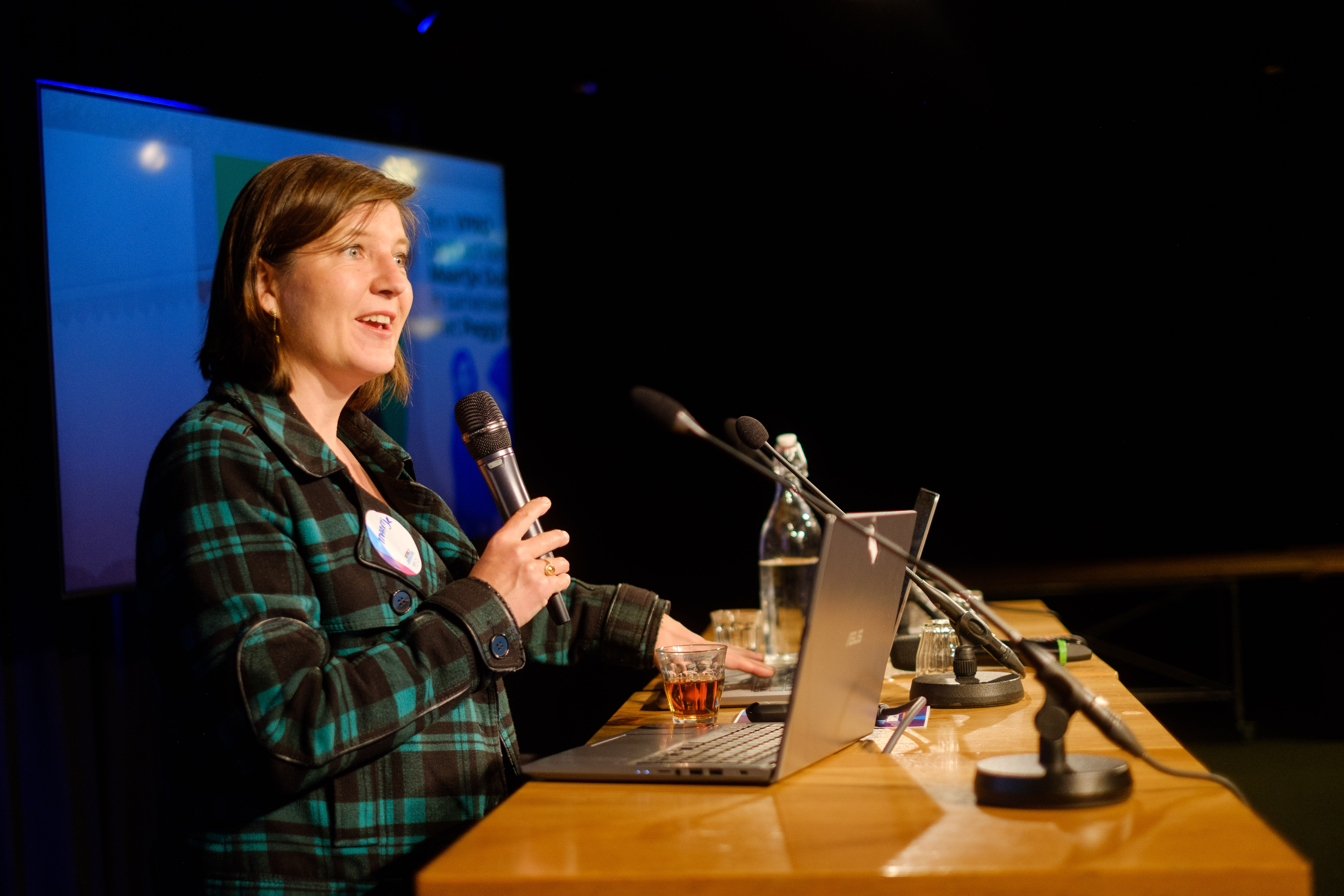
Maartje Duin in 2022

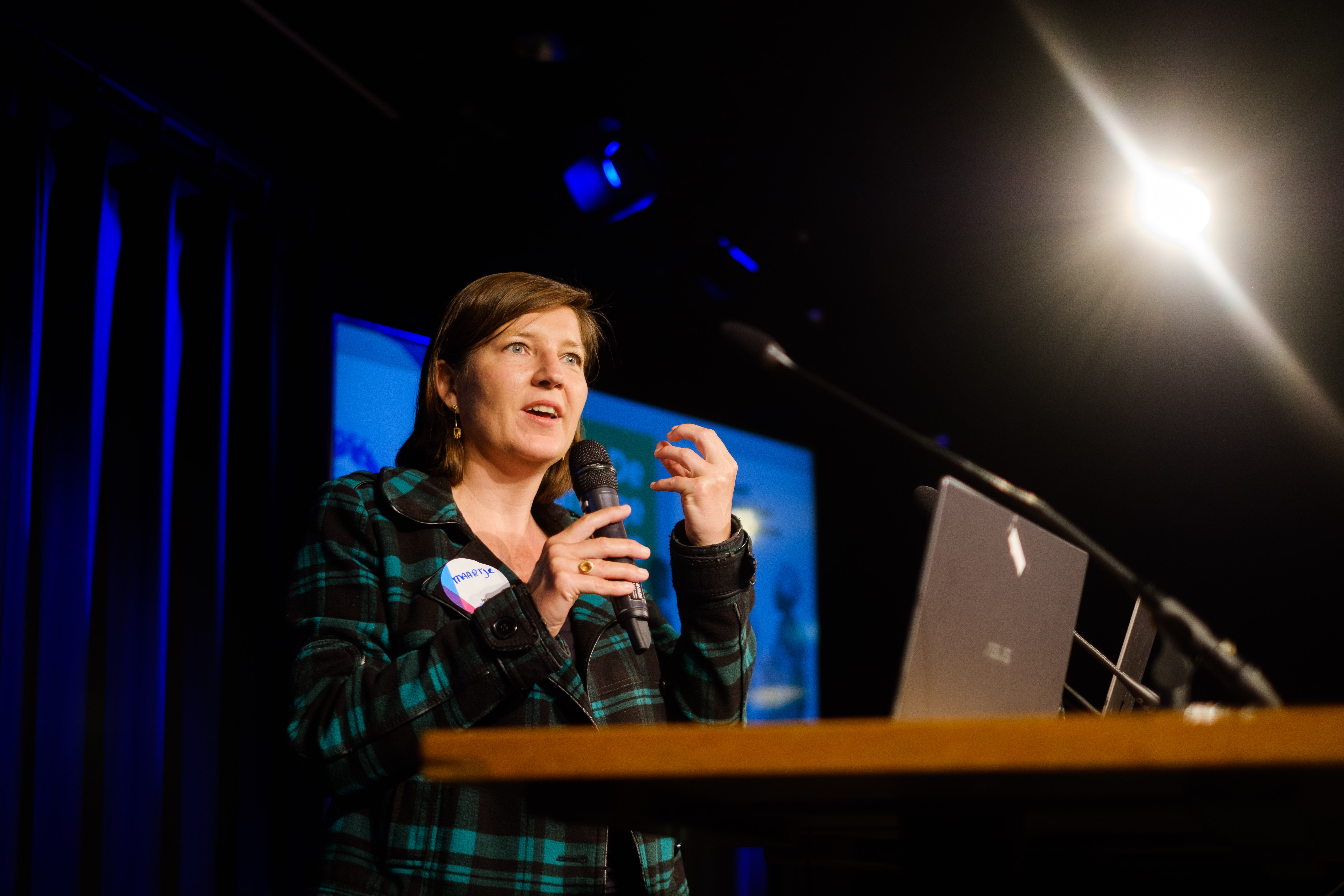
Maartje Duin in 2022

Maartje Duin (Leiden, 30 oktober 1975) is een Nederlands journaliste en podcast/documentairemaakster.

## Biografie
Duins overgrootmoeder Marietje gravin van Lynden-Calkoen was een lid van de adellijke familie Van Lynden en woonde in Kasteel Ter Hooge, een 18e-eeuws kasteel in Middelburg. Duin groeide op in Rotterdam Overschie, maar woonde haar eerste twee levensjaren in Leiden aan de Oude Rijn. Haar vader (R.M. Duin) promoveerde daar aan de sterrenwacht. Moeder (Albertine Duin, barones Van Lynden) was Mensendiecktherapeute, net als haar grootmoeder, die in Lausanne les had gekregen op bewegingstechniek (hoe dames fatsoenlijk uit de stoel moesten opstaan). Ze doorliep het Montessori Lyceum Rotterdam, volgens haarzelf een "witte kakschool", alwaar ze hoofdredacteur was van de schoolkrant; ze omschreef zichzelf als een streber. In 2024 herinnerde ze zich nog interviews met Brigitte Kaandorp, Youp van 't Hek en Jan de Hoop. Daarna ging ze Spaans en Algemene Taalwetenschap studeren aan de Universiteit van Amsterdam, alwaar ze ook aan studentencabaret deed. Ze schreef in die tijd samen met Amir Swaab de eerste versie van het 'Rotterdamlied' (1998), De allermooiste rotstad die er is, als onderdeel van de musical Zaken doen van de Rotterdamsche Muziek- en Toneelvereniging. Later werd het lied herschreven door leden van het Rotterdamsch Studenten Corps R.S.C./R.V.S.V.. Het lied kreeg plaatselijke bekendheid, mede door een opname van de Hermes House Band. Het werd een YouTubehit. In 2024 stond de teller op 5 miljoen Spotifyhits, aldus Duin.
Duin interviewde in 2002 voor het blad Rails Famke Jansen in Hollywood en besloot daar enige tijd te blijven wonen. Ze ging een aantal keer onuitgenodigd naar verschillende evenementen, en werd uiteindelijk aangehouden toen ze probeerde naar binnen te komen bij de Oscaruitreiking. Uiteindelijk kwam ze op borgtocht vrij en werd ze bestraft met een boete. Later realiseerde ze zich dat ze er relatief makkelijk vanaf was gekomen wegens wit privilege.
Duin maakte onder andere de radiodocumentaire De moord- en brandbuurt (RadioDoc, VPRO, april 2016) over de gentrificatie van de Spaarndammerbuurt, waar ze enkele tijd woonde.
Bekender werd ze samen met Peggy Bouva met de radiodocumentaireserie en podcast De plantage van onze voorouders (2020, Prospektor, VPRO en NPO Radio 1). Ze kwam erachter dat onder haar voorouders bestuurders van de West-Indische Compagnie (WIC) waren en dat een betbetovergrootmoeder een 1/72ste aandeel bezat in suikerrietplantage Tout Lui Faut in Suriname. Peggy Bouva is een nazaat van mensen die in slavernij leefden en werkten op die plantage. Creatief producent van de serie was Eefje Blankevoort. Met de podcast wonnen Duin en Bouva de Dutch Podcast Awards 2020. Ook wonnen ze De Tegel 2020 in de categorie 'Audio'.
Vanaf februari 2024 werd een andere radiodocumentaireserie en podcast van Duin uitgezonden op NPO Radio 1, Mina & Mevrouw (Prospektor en VPRO). Hiervoor had Duin onderzoek verricht van 2018 tot 2024. Het is een serie over Mina, de dienstbode van haar overgrootmoeder Marietje gravin van Lynden-Calkoen.  Mina Marinusse uit Koudekerke, die in 1937 op het kasteel kwam werken, bleef de gravin trouw tot die laatste bijna 50 jaar later overleed, in 1986. Marinusse overleed zelf in 2003. De serie gaat over standsverschillen, vriendschap en feminisme. Het idee voor de serie ontstond in 2018. Duin zei daarover: "Voor mij was het eigenlijk onderdeel van één groot verhaal, namelijk over de machtsverhoudingen binnen mijn familie." Ook bij deze serie was Eefje Blankevoort creatief producent; volgens Duin begeleidde Blankevoort tijdens het hele proces. Duin concludeerde dat er in het begin van de 20e eeuw twee soorten vrouwen waren; zij die dienden en zij die bediend werden. Voor het onderzoek ontving Duin eind 2023 een Ithakastipendium van Stichting Kastelen, (historische) Buitenplaatsen en Landgoederen (sKBL).
In de jaren daaraan voorafgaand was ze columnist bij NRC Handelsblad en de Volkskrant.
Ook van haar zoektocht naar een levensgezel maakte ze een journalistiek project over heteronormativiteit, het vaste voorkeurspatroon huisje-boompje-beestje.
In 2022 maakte Duin samen met Cigdem Yuksel de tweedelige radiodocumentaire Moslima voor het radioprogramma OVT van de VPRO, geproduceerd door Prospektor en de VPRO, over hoe beeldvorming rond 'de moslimvrouw' in de Nederlandse media stereotyperend werkt. Yuksel had in 2020 het gelijknamige onderzoek over de representatie van moslimvrouwen in de beeldbank van het Algemeen Nederlands Persbureau (ANP) gepubliceerd.